# 塔季扬娜·齐比佐娃
塔季扬娜·伊戈列芙娜·齐比佐娃（羅馬化：Tat'yana Igorevna Tsybizova；1962年10月5日—）是俄罗斯政治人物，第七届国家杜马议员。
1985年，齐比佐娃从伏尔加格勒医科学院毕业，获得医科副博士学位。1992年至2001年，她担任伏尔加格勒市第七临床医院产科副主任医师。2001年至2005年，她担任伏尔加格勒第二医学院院长。2003年至2016年，她担任第三届、第四届和第五届伏尔加格勒州杜马议员。2016年，她当选第七届国家杜马议员。